# 石井勇輝
石井 勇輝（いしい ゆうき、1996年2月27日 - ）は、日本出身のラグビーユニオン選手。2025年現在ジャパンラグビーリーグワンに参戦するレッドハリケーンズ大阪に所属している。

## プロフィール
- 神奈川県川崎市出身[1]。
- ポジションはウィング(WTB)。
- 身長 184ｃm
- ニックネームはゆーき。
- 7人制日本代表に選ばれたことがある[2]。

## 来歴
2014年、日体荏原高校 卒業後、東洋大学に入る。
2018年、東洋大学卒業後、NTTコミュニケーションズシャイニングアークスに加入。同年10月20日に行われたジャパンラグビートップリーグ第7節の宗像サニックスブルース戦に途中出場で公式戦初出場を果たす。
2022年7月、NTT再編に伴う新チーム浦安D-Rocks選手スコッドに選ばれた。
2023年、レッドハリケーンズ大阪に加入。